# История изучения мамонтов
Первые сведения о мамонтах встречаются как в мифах и легендах народов Сибири, которые описывали этих животных как подземных или водяных существ, так и у античных авторов. К XVII века находки костей и бивней мамонтов сформировали понимание их как вымерших родственников современных слонов. В XVIII—XIX веках исследование мамонтов получило развитие благодаря систематическому сбору и описанию ископаемых остатков, включая хорошо сохранившиеся туши, а также выделению мамонта в отдельный вид. На рубеже XX и XXI веков удалось получить ДНК мамонтов.

## История

### Ранние представления

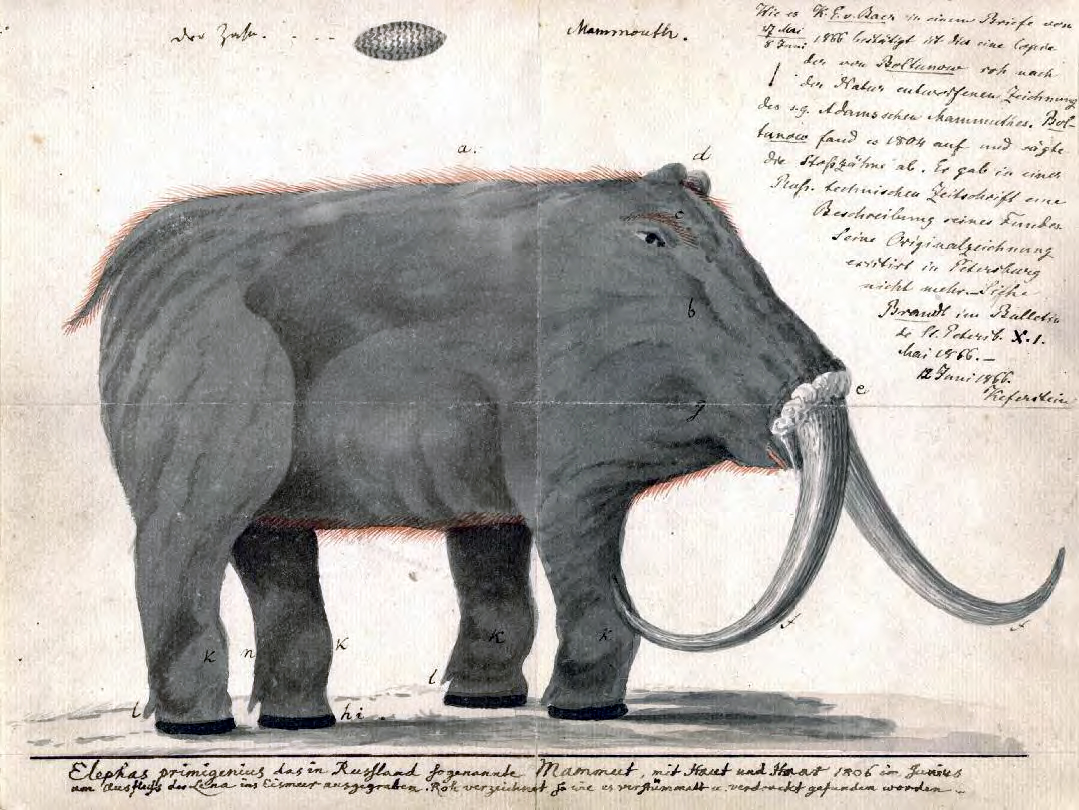
Реконструкция мамонта 1805 года купцом из Якутска Романом Болтуновым на основе замороженной туши, которую он видел в Сибири

Первые упоминания о мамонтах зафиксированы в Китае. В сочинении V века до нашей эры описывается существо под названием «фин-шу», что в переводе означает «подземная мышь». По тогдашним представлениям это животное напоминало мышь, но было размером с крупного быка, и жило на Севере в подземных норах. Рытье норм осуществлялось благодаря рогам-бивням, а погибнуть животное могло, если на него попадали солнечные лучи.
Способствовало распространению мифа о мамонте как о водном животном нахождение его костей на берегах северных морей, рек, озёр или прямо в воде.
В начале XIX века российско-немецкий востоковед Юлиус Клапрот видел в Китае изделия, изготовленные из костей «фин-шу», и установил, что они сделаны из бивней мамонта. Предположительно, легенды о «фин-шу» были заимствованы у сибирских народов, от которых они получали мамонтовую кость. Многие северные этносы воспринимали мамонта как подземное или водяное существо. Например, у ненцев он называется «йегго-ра» («йег» — земля, «гора» — зверь), а у коми — «земляной олень» или «подземный чёрт». Мамонта изображали с огромными когтистыми лапами и спирально изогнутыми рогами, предназначенными для рытья подземных ходов.
В мифах хантов и манси мамонт проходит три стадии превращения в течение своей жизни. Сначала он предстает как Сурикозар — существо, напоминающее лося, затем превращается в Кваликозара — гигантскую щуку с оленьими рогами, и лишь в старости обретает облик, схожий с мамонтом.
Сходные представления встречаются у эвенков, которые считали мамонта гигантской рыбой с рогами. В якутском языке сохранилось название мамонта, означающее в переводе «водяной бык». Когда в 1799 году в дельте реки Лены был найден вытаявший труп мамонта, который зарисовали именно как «водяного быка» .
Предположительно, слово «мамонт» впервые появилось в литературе благодаря английскому путешественнику XVII века Ричарду Джеймсу, который побывал в России в 1618 году. В своих записях он упомянул некое существо, бивни которого нашли жители Сибири.
Существует несколько версий происхождения слова «мамонт». По наиболее распространённой гипотезе, оно восходит к эстонскому выражению maa-muut, что в дословном переводе означает «земляной крот». Согласно другой версии, слово может происходить от мансийского выражения манг онт, что означает «земляной рог».
В Западной Европе, под впечатлением от редких находок костей мамонтов и других вымерших слонов, также формировались различные мифы. По свидетельству Плиния Старшего, ископаемые останки слонов были известны ещё древним грекам. В античные времена кости мамонтов нередко принимали за останки великанов, а в средневековье — за мощи святых или ангелов.
Особое влияние на мифологию оказали находки черепов вымерших слонов: их крупное носовое отверстие, расположенное в центре черепа, ошибочно воспринималось как единственная глазница. Это стало основой для легенд об одноглазых гигантах — циклопах. Геродот упоминает о находке гигантских костей, которые, вероятно, принадлежали слону или мамонту, и были признаны останками героя Ореста.
В средневековой Испании, в Валенсии, зуб мамонта почитался как реликвия, якобы принадлежавшая Святому Христофору. В соборе Святого Стефана в Вене хранились кости, считавшиеся его мощами, хотя на деле это были останки мамонта. В Вавельском соборе в Кракове до сих пор сохраняются кости мамонта, шерстистого носорога и кита.
В некоторых случаях ископаемые останки мамонтов и других древних слонов воспринимались не как следы реальных существ, а как своеобразные «игры природы» или «продукты деятельности земли». Такие находки не связывали с живыми организмами.

### В Новое время
Голландский географ и дипломат Николаас Витсен, посетивший Россию в 1664—1665 годах, позднее опубликовал труд «Северная и Восточная Татария», в котором отметил, что в Сибири часто находят кости и бивни, напоминающие слоновьи. Его современник, датский купец Эверт Избрант Идес, побывавший в Московии и Китае в конце XVII века, писал, что зверь, чьи бивни находят в Сибири, «точно такой же, как и слон».

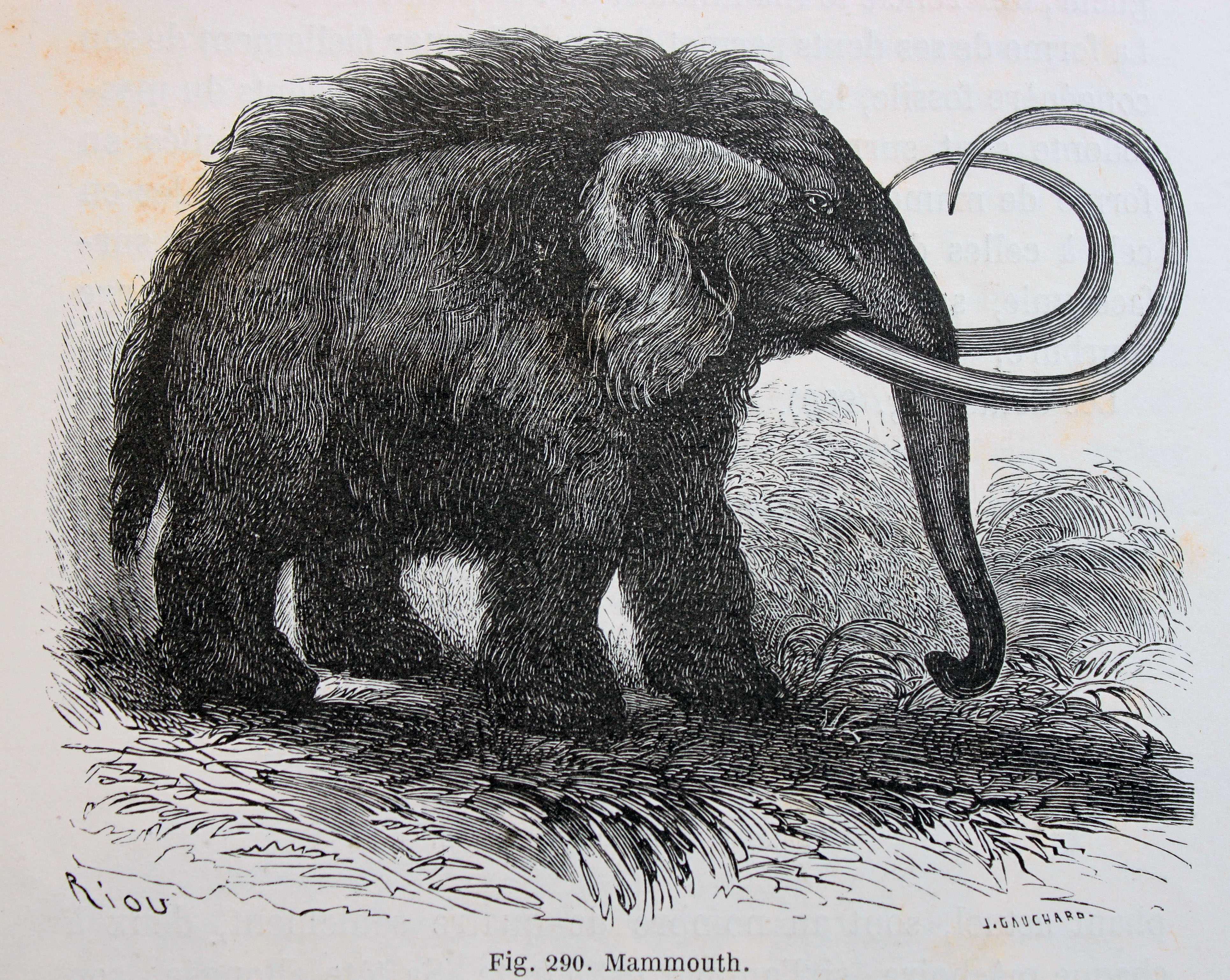
Изображение мамонта на рисунке 1863 года

К концу XVII века устоялось мнение, что гигантские кости, обнаруженные в разных регионах Западной Европы и Сибири, действительно принадлежат древним слонам. Однако при этом оставался открытым вопрос: каким образом останки тропических животных оказались в северных широтах, далёких от места их обитания? Это породило множество гипотез. Одна из самых известных принадлежит российскому академику Пётру Паллас. Он предполагал, что кости слонов были перенесены на север во время Всемирного потопа, а их тела сохранились благодаря холодному климату Сибири.
В Южной Европе находки костей слонов часто связывали с историческими событиями: их принимали за останки боевых слонов армий персидских царей, Ганнибала или Пирра. Однако объяснить присутствие таких останков в Северной Европе, а особенно в труднодоступных районах Сибири, было значительно сложнее, поскольку никаких достоверных сведений о походах с боевыми слонами в эти земли не существовало.

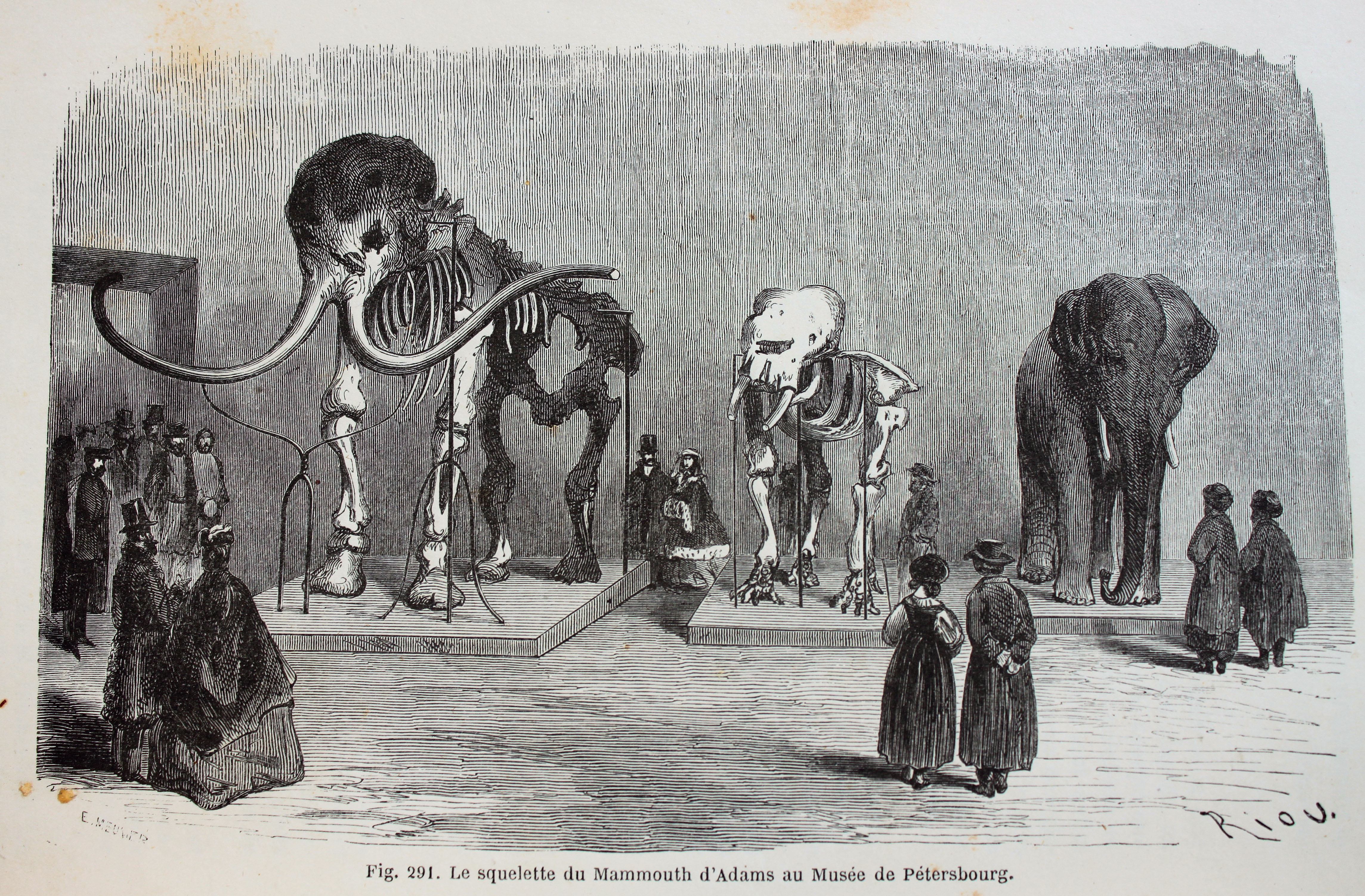
Выставка мамонтов в Санкт-Петербурге в 1863 году

Русский царь Пётр I проявлял интерес к природе, минералам и палеонтологическим находкам, включая останки мамонтов. В одном из специально изданных указов он предписывал искать в Сибири животных, которым принадлежали так называемые «мамонтовые рога» (под этим названием тогда понимались бивни мамонтов).

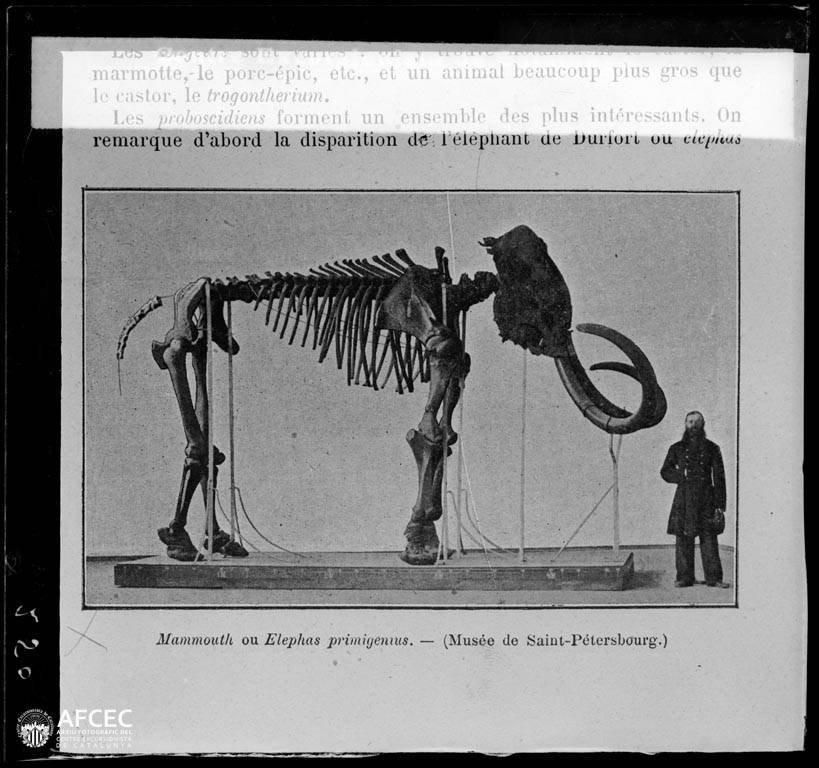
Фотография Ленского мамонта около 1900 года

Значительный вклад в изучение мамонтов внёс Василий Никитич Татищев. В 1725 году он написал первую научную статью о мамонтах, которую опубликовал в Швеции. В этом труде он собрал многочисленные легенды народов Сибири и Урала, связанные с мамонтом, и впервые высказал гипотезу о том, что мамонт представлял собой особый вид слона, когда-то обитавшего на Севере в эпоху, предшествовавшую Всемирному потопу, когда, по представлениям того времени, климат на Земле был тёплым.
В самом конце XVIII века немецкий врач и анатом Иоганн Фридрих Блюменбах, изучив доступные в Европе ископаемые остатки, выделил мамонта в отдельный вид и дал ему научное название Elephas primigenius, что в переводе означает «первобытный слон».
Окончательно же природа мамонта как вымершего вида слонов, приспособленных к жизни в условиях холода, была подтверждена после находки 1799 года: в дельте реки Лены обнаружили скелет мамонта. Благодаря усилиям адъюнкта Зоологического музея Петербургской академии наук Михаила Адамса, эта находка была доставлена в Кунсткамеру. Тем не менее, большая часть мягких тканей животного была съедена песцами, однако сохранились участки кожи на голове и одной из конечностей, а также значительное количество шерсти.
Рисунок, выполненный вскоре после находки, и сами остатки показали, что мамонт был покрыт густой и длинной шерстью — в отличие от современных слонов. Долгое время этот факт рассматривался как главное свидетельство адаптации Mammuthus primigenius к холодному климату. Скелет найденного мамонта был смонтирован в Санкт-Петербурге в 1808 году.

### В Новейшее время

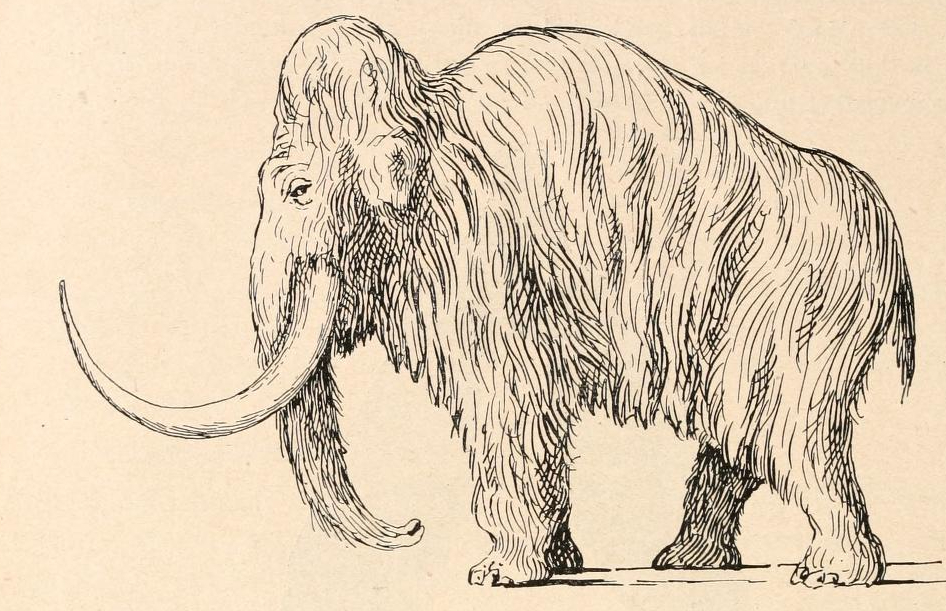
Изображение мамонта в 1919 году

В 1901 года в долине реки Берёзовки (низовья Колымы) была обнаружена хорошо сохранившаяся туша мамонта, которая была извлечена из вечной мерзлоты и доставлена в Санкт-Петербург. Уже в следующем году «Берёзовский мамонт» был представлен широкой публике в экспозиции Зоологического института Российской академии наук, где он хранится и по сей день.
В советский период палеонтологические исследования, в частности, связанные с мамонтовыми останками, находились под вниманием государства. Так, в 1949 году на полуострове Таймыр была найдена очередная замёрзшая туша мамонта. По распоряжению Совета министров СССР, Академия наук СССР и Главное управление Северного морского пути получили задание организовать научное изучение находки и обеспечить её транспортировку в Ленинград. Впоследствии этот экземпляр также вошёл в коллекцию Зоологического института.
Открытие в 1977 году Киргиляхского мамонта сыграло ключевую роль в изучении анатомических, морфологических и физиологических особенностей мамонтов. Благодаря высокой степени сохранности мягких тканей, исследователям удалось получить данные о развитии и биологии животных мамонтового комплекса.
В 1994 году из костей мамонтового скелета были получены два образца ДНК, последовательность которых полностью расшифровали к середине 2008 года. Результаты исследования генома Mammuthus primigenius, состоящего из 4,17 миллиарда нуклеотидов, Стефан Шустер и Уэбб Миллер представили в журнале Nature.

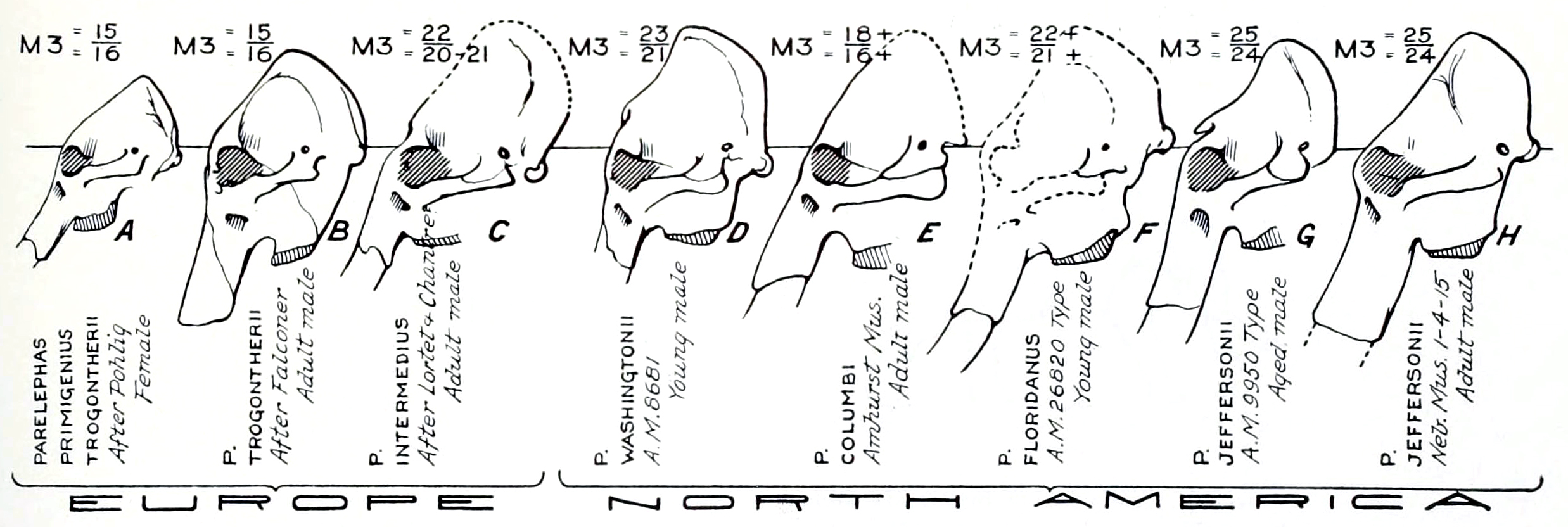
Представления Генри Осборна об эволюции черепа мамонтов, 1942 год

## Известные находки
- Ленский мамонт (1799, Россия)
- Ярославский мамонт (1896, Россия)
- Дюрфорский мамонт[фр.] (1869, Франция)
- Берёзовский мамонт (1900, Россия)
- Ногайский слон (1941, Украина)
- Таймырский мамонт (1948, Россия)
- Трогонтериевый мамонт (1964, Россия)
- Киргиляхский мамонт (1977, Россия)
- Ямальский мамонтёнок (1988, Россия)
- Санжейский мамонт (1998, Украина)
- Мамонтёнок Люба (2007, Россия)
- Мамонтёнок Юка (Россия, 2010)
- Сопкаргинский мамонт (2012, Россия)
- Мамонт Петя (2019, Россия)